# بیست و یک (بازی)
بیست و یک (انگلیسی: Twenty-One) که قبلاً در بریتانیا، فرانسه و آمریکا با نام Vingt-Un بازی ورق شناخته می‌شد، نامی است که به خانواده بازی‌های ورق قمار محبوب خانواده قمار داده می‌شود، که ابتدا در اسپانیا در اوایل قرن هفدهم دیده شده‌است. این خانواده شامل بازی‌های کازینوی بلک جک و پونتون و همچنین مشابه‌های داخلی آن‌ها است. بیست و یک در قرن هجدهم در فرانسه به شهرت رسید و از آنجا به آلمان و بریتانیا گسترش یافت و از آنجا به آمریکا رفت. در ابتدا در تمام آن کشورها به عنوان Vingt-Un شناخته می شد، پس از جنگ جهانی اول به Pontoon در بریتانیا و در اواخر قرن ۱۹ در کانادا و ایالات متحده به بلک جک تبدیل شد، جایی که قانونی شدن قمار باعث افزایش محبوبیت آن شد.در اخر کسی که ۲۱ بیاورد بازی تمام شده و بانکدار نمیتواند کارت بکشد

## حالت کلی بازی
در حالی که انواع متعددی از بیست و یک وجود دارد، قوانین کلی زیر اعمال می‌شود. این بازی دارای یک بانکدار و تعداد متغیری از بازیکنان است. نقش بانکدار حول بازیکنان می‌چرخد، به جز بازی‌های کازینو که نقش بانکدار به‌طور دائم توسط یکی از کارکنان کازینو انجام می‌شود. بانکدار دو کارت، رو به پایین، به هر بازیکن می‌دهد. شرط‌ها یا قبل از دریافت کارت‌ها یا پس از دریافت و مشاهده اولین کارت انجام می‌شود. بازیکنان نیز به نوبه خود، پس از برداشتن و بررسی هر دو کارت، اعلام می‌کنند که آیا با کارت‌هایی که دارند می‌مانند یا کارت دیگری را رایگان از بانکدار دریافت می‌کنند. برخی از بازی‌ها همچنین به یک بازیکن اجازه می‌دهند که مبلغ بت خود را بالا ببرد و کارت دیگری بخرد. هدف این است که دقیقاً بیست و یک امتیاز به دست آورید یا در صورت عدم موفقیت، بر اساس مقادیر کارت پرداخت شده تا حد امکان به بیست و یک امتیاز نزدیک شوید. اگر بازیکنی بیش از بیست و یک باشد، بازی را می‌بازد. هنگامی که هر بازیکن اعلام کرد که با کارت‌های خود می‌ماند یا از بیست و یک فراتر رفت، دیلر نوبت خود را می‌گیرد. هرکسی که در دو کارت اول خود بیست و یک را به دست آورد، بسته به نوع بازی، که دوبرابر شرط خود را می‌برد.

## روش کلی بازی
اگرچه انواع مختلفی از بازی بیست‌ویک (۲۱) وجود دارد، اما قوانین کلی زیر در بیشتر نسخه‌ها مشترک هستند:

### شرکت‌کنندگان
- یک بانکدار (دی‌لر) و تعدادی بازیکن وجود دارد.
- نقش بانکدار معمولاً بین بازیکنان می‌چرخد، مگر در کازینوها که این نقش ثابت است و توسط کارکنان کازینو انجام می‌شود.

### پخش کارت‌ها
- بانکدار به هر بازیکن دو کارت رو به پایین می‌دهد.
- شرط‌بندی ممکن است قبل از دریافت کارت‌ها یا بعد از دیدن اولین کارت انجام شود.

### نوبت بازیکنان
- هر بازیکن پس از مشاهده کارت‌هایش تصمیم می‌گیرد:
- با کارت‌های فعلی بماند (استند)
- کارت اضافی دریافت کند (هیت)
- در برخی نسخه‌ها، بازیکن می‌تواند با افزایش شرط خود، کارت اضافی "بخرد".

### هدف بازی
- رسیدن به دقیقاً ۲۱ امتیاز
- یا نزدیک‌ترین عدد به ۲۱ بدون عبور از آن
- اگر امتیاز بازیکنی از ۲۱ بیشتر شود، شرط خود را می‌بازد.

### نوبت بانکدار
- پس از اتمام نوبت همه بازیکنان، بانکدار کارت‌های خود را بررسی می‌کند.

### بیست‌ویک طبیعی
- اگر بازیکنی در دو کارت اول به ۲۱ برسد (مثلاً آس + ۱۰ یا تصویر):
- در برخی نسخه‌ها "ونگ-اون طبیعی" (فرانسوی)
- "پانتون" (نسخه بریتانیایی)
- "بلک‌جک" (نسخه آمریکایی)
- این حالت معمولاً دو برابر شرط برنده می‌شود.

مقادیر کارت‌ها معمولاً به این صورت است:
- آس = ۱ یا ۱۱ امتیاز
- کارت‌های تصویری (شاه، بیبی، سرباز) = ۱۰ امتیاز
- سایر کارت‌ها = مقدار عددی خود

## قوانین بازی

### بیست‌ویک بریتانیایی
اولین قوانین مکتوب در کتاب "بازی‌های هویل" (لندن، ۱۸۰۰) نوشته شد. خلاصه قوانین به این شرح است:
- انتخاب اولین دیلر با روش توافقی (مثلاً اولین بازیکنی که آس بگیرد) انجام می‌شود.
- دیلر به هر بازیکن دو کارت می‌دهد. بازیکنان به نوبت (از سمت چپ دیلر) انتخاب می‌کنند که کارت اضافه بخواهند یا نه.
- اگر مجموع کارت‌های بازیکنی از ۲۱ بیشتر شود، بلافاصله می‌بازد و مبلغ شرط را به دیلر می‌پردازد.
- اگر دیلر به ۲۱ برسد، دو برابر شرط از همه بازیکنان می‌برد (مگر بازیکنی که او هم ۲۱ داشته باشد).
- اگر بازیکنی ۲۱ طبیعی (با دو کارت اول) داشته باشد، دیلر بعدی می‌شود و دو برابر شرط از دیگران می‌برد.

### بیست‌ویک فرانسوی
نسخه اصلی با نام "Vingt-un" در فرانسه شناخته می‌شد. قوانین کلیدی:
- با ورق‌های فرانسوی (۵۲ کارتی) بازی می‌شود. آس ۱ یا ۱۱ امتیاز دارد و تصاویر هرکدام ۱۰ امتیاز.
- دیلر با قرعه انتخاب می‌شود. بازیکنان شرط‌های خود را قرار می‌دهند.
- اگر بازیکنی در دو کارت اول ۲۱ بگیرد (آس + تصویر)، دو برابر شرط از دیلر می‌برد (مگر اینکه دیلر هم ۲۱ داشته باشد).
- اگر دیلر ۲۱ طبیعی بگیرد، از همه بازیکنان دو برابر شرط می‌برد.

### بیست‌ویک آمریکایی
این بازی در اوایل قرن ۱۹ به آمریکا رسید. نسخه آمریکایی بعدها در دوره تب طلای کلوندایک (۱۸۹۶-۱۸۹۹) به نام بلک‌جک معروف شد.

### زیبزِهِن اوند فیر (آلمانی)
نسخه آلمانی با نام "۱۷ و ۴" یا "۲۱" شناخته می‌شود:
- با ۳۲ کارت آلمانی بازی می‌شود (مقدار کارت‌ها متفاوت است: آس=۱۱، شاه=۲، سرباز=۱ و...).
- هر بازیکن فقط یک کارت می‌گیرد و می‌تواند کارت اضافه بخواهد.
- بازیکنی که در دو کارت اول ۲۱ بگیرد، دو برابر شرط می‌برد.
- دو آس به عنوان ۲۱ محسوب می‌شود.